# ReCore
ReCore est un jeu vidéo d'action-aventure développé par Armature Studio (fondé en 2008 par des anciens de Retro Studios) et Comcept (fondé en 2010 par Keiji Inafune) avec la collaboration d'Asobo Studio, et édité par Microsoft Studios, sorti le 13 septembre 2016 sur Xbox One et Windows.

## Synopsis
Le joueur incarne Joule Adams, une terrienne dont la mission est de coloniser la planète désertique Alter Eden alors que la Terre est devenue inhabitable. Avec l'aide de son "orbot" canidé Mack, Joule va devoir affronter d'autres orbots devenus fous.

## Système de jeu
Recore est un TPS avec des mécaniques metroïdvania dans un monde semi-ouvert.

## Accueil
Le jeu a reçu des notes moyennes de la part de la presse spécialisée.
- Destructoid : 4/10[1]
- Game Revolution : 3/5[2]
- Gameblog : 5/10[3]
- Gamekult : 4/10[4]
- GameSpot : 6/10[5]
- GamesRadar+ : 2/5[6]
- Jeuxvideo.com : 14/20[7]
- Polygon : 6,5/10[8]